# 文珠妍
文珠姸（1992年12月4日—），韓國女演員、模特兒。常見譯名為文珠妍。

## 經歷
- 2017年，為F/W 首爾時尚週SUPERCOMMA模特兒
- 2019年，出演電視劇《18歲的瞬間》飾演尹昭藝一角，關注度上升。[2][3][4]

## 戲劇作品

### 電視劇
- 2018：SBS 《死的讚美》‬
- 2019：tvN 《羅曼史是別冊附錄》
- 2019：JTBC 網劇《弗雷西曼》‬飾演 이진아
- 2019：JTBC 《18歲的瞬間》飾演 尹昭藝[5]
- 2021：JTBC《怪物》飾演 李宥妍
- 2021：SBS《現正分手中》飾演 安善珠
- 2024：Netflix《寄生獸：灰色部隊》飾演 薛珍熙

### 電影
- 2018年：《人狼》 飾演 韓孝周的替身
- 2020年：《紙娃娃》飾演 女主角 [6]
- 2021年：《非常宣言》飾演 售票員

## 其他作品

### 綜藝節目
- E channel 《놀벤저스》
- tvN 《秘密的花園》

### 音樂錄影帶
- IMFACT – 〈Only You〉
- JUN.K - 〈搬家的日子〉
- MIND U - 〈Loved U(Feat. Mad Clown)‬〉
- CLAZZIQUAI PROJECT - 〈好奇〉
- 100% - 〈Better Day〉
- SHINee -〈1 of 1‬〉

### 廣告代言
- Pyunkang Yul‬[7]
- LG G8 ThinQ‬
- LG TROMM STYLER
- semir ‬
- 智異山水[8]

### 主持
- PUFF 'PUFF PICK'

## 外部連結
- 官方网站
- 文珠妍的Instagram帳戶
- 文珠姸-NAVER